# Иконолатрија
Иконолатрија или обожавање икона (гр. εἰκών слика и λατρεία обожавање) означава неправилан однос према светим иконама, који се огледа у њиховом обожавању, што је у супротности са црквеним правилима која дозвољавају поштовање икона (иконофилија), али не и њихово обожавање. Током историје хришћанства, иконолатрија се најчешће јављала као једна од манифестација простонародног сујеверја, односно слепог веровања у божанску природу самих икона као предмета. По том основу, иконолатрија представља облик идолатрије, односно идолопоклонства. Иконолатрија је одбачена на Седмом васељенском сабору, одржаном 787. године у Цариграду, који је дефинисао правила за поштовање икона, што је касније потврђено и на помесном Цариградском сабору, одржаном 843. године.
Као крајња супротност у односу на иконолатрију, у Византији се почетком 8. века појавило иконоборство, које је тежило ка потпуном уништењу икона. Иконоборци су користили местимичну појаву иконолатрије као изговор за забрану не само обожавања, већ и сваког поштовања икона. Савладавши иконоборство, Православна црква је стала на становиште да свете иконе свакако треба поштовати, али не и обожавати, пошто се тиме запада у јерес идолопоклонства. Поред Православне цркве, иконолатрију је одбацила и Римокатоличка црква, као и велика већина протестантских цркава. Иконолатрија је данас присутна само у појединим маргиналним хришћанским култовима, као и у неким архаичним облицима простонародног сујеверја. Типичан пример иконолатријске злоупотребе икона представља њихово коришћење у обредима врачања.